# Багдадський проспект
40°57′12″ пн. ш. 29°05′43″ сх. д. / 40.95344° пн. ш. 29.09517° сх. д.

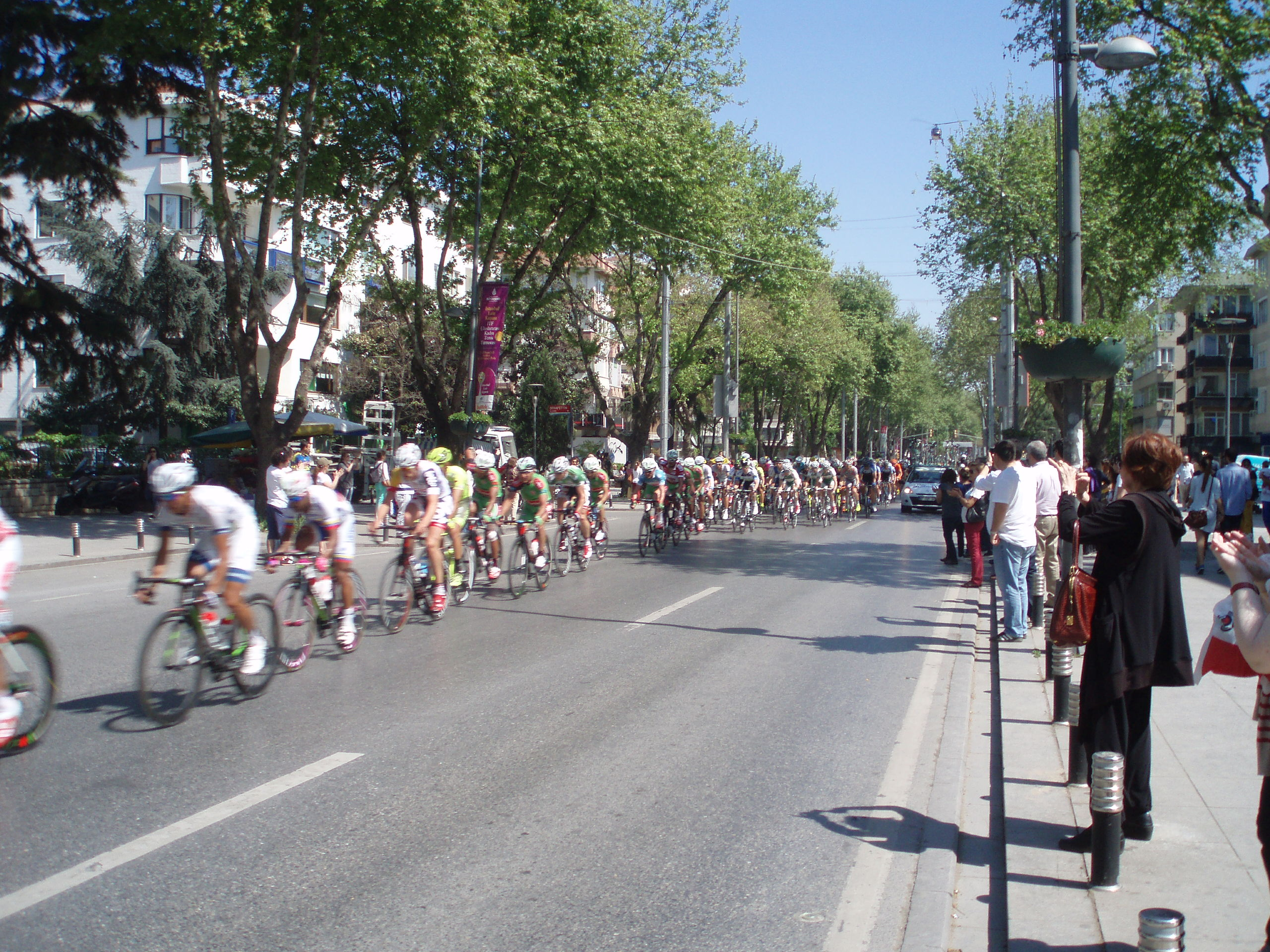
Учасники восьмого етапу 49-го президентського велотуру Туреччиною на Багдадському проспекті, 2013 р.

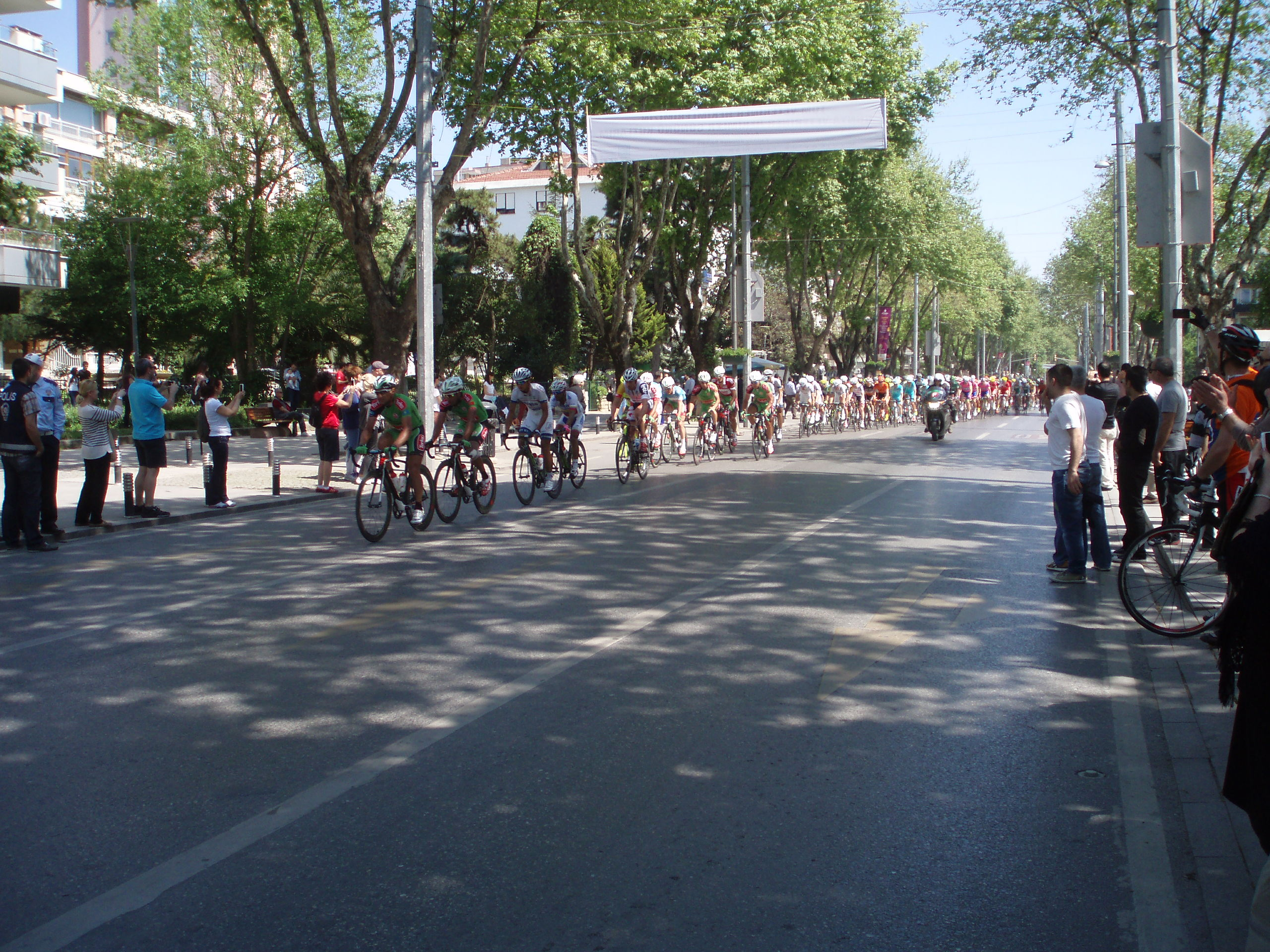
Учасники восьмого етапу 49-го президентського велотуру Туреччиною на Багдадському проспекті, 2013 р.

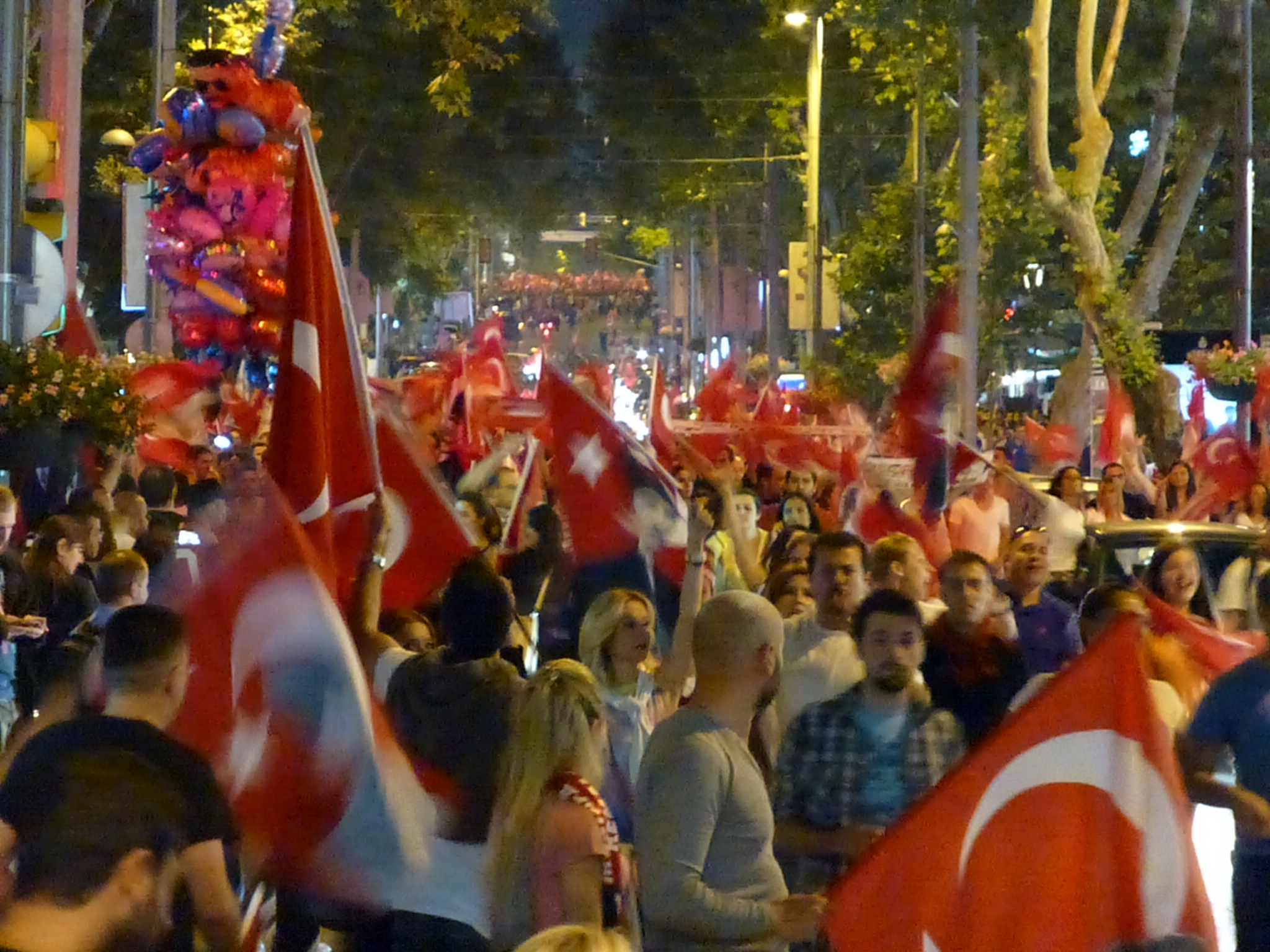
Протести 2013 року в Туреччині на Багдадському проспекті, Стамбул

Багдадський проспект (тур. Bağdat Caddesi), іноді просто Проспект (тур. Cadde) — вулиця в азійській частині Стамбула. Починається в районі Кадикьой і, перетинаючи ряд районів в азійській частині міста, закінчується в районі Малтепе. На вулиці розташована велика кількість магазинів, що робить цю вулицю своєрідною «меккою» шопінгу. Однак на відміну від району Лалелі в європейській частині Стамбулу, тут зосереджені крамниці модних марок одягу, призначені для роздрібної торгівлі. У багатьох містах Туреччини існують свої «Багдадські проспекти», як правило найдовші вулиці міст, не обов'язково є центральними. Наприклад в місті Кайсері вулиця завдовжки 3 кілометри.

## Історія
На місці проспекту, ще в часи Візантійської імперії існувала дорога, яка пов'язувала Константинополь з Анатолією. Найчастіше вона використовувалася торговими караванами і армією. Таке значення вулиця зберігала і після захоплення турками Константинополя в 1453 році. Своє ім'я вона отримала під час правління османського султана Мурада IV. По цій дорозі султан вирушив на чолі свого війська на захоплення Іраку і Багдаду. Після тріумфального повернення в Стамбул в 1639 році, султан наказав назвати цю дорогу — «Багдадською дорогою».